# Rhinocypha selysi
Rhinocypha selysi là loài chuồn chuồn trong họ Chlorocyphidae. Loài này được Krüger mô tả khoa học đầu tiên năm 1898.